# Napodegenflügel
Der Napodegenflügel (Campylopterus villaviscensio), auch Blauschwanz-Degenflügel genannt, ist eine Vogelart aus der Familie der Kolibris (Trochilidae), die in Kolumbien, Ecuador und Peru vorkommt. Der Bestand wird von der IUCN als „potenziell gefährdet“ (near threatened) eingestuft.

## Merkmale

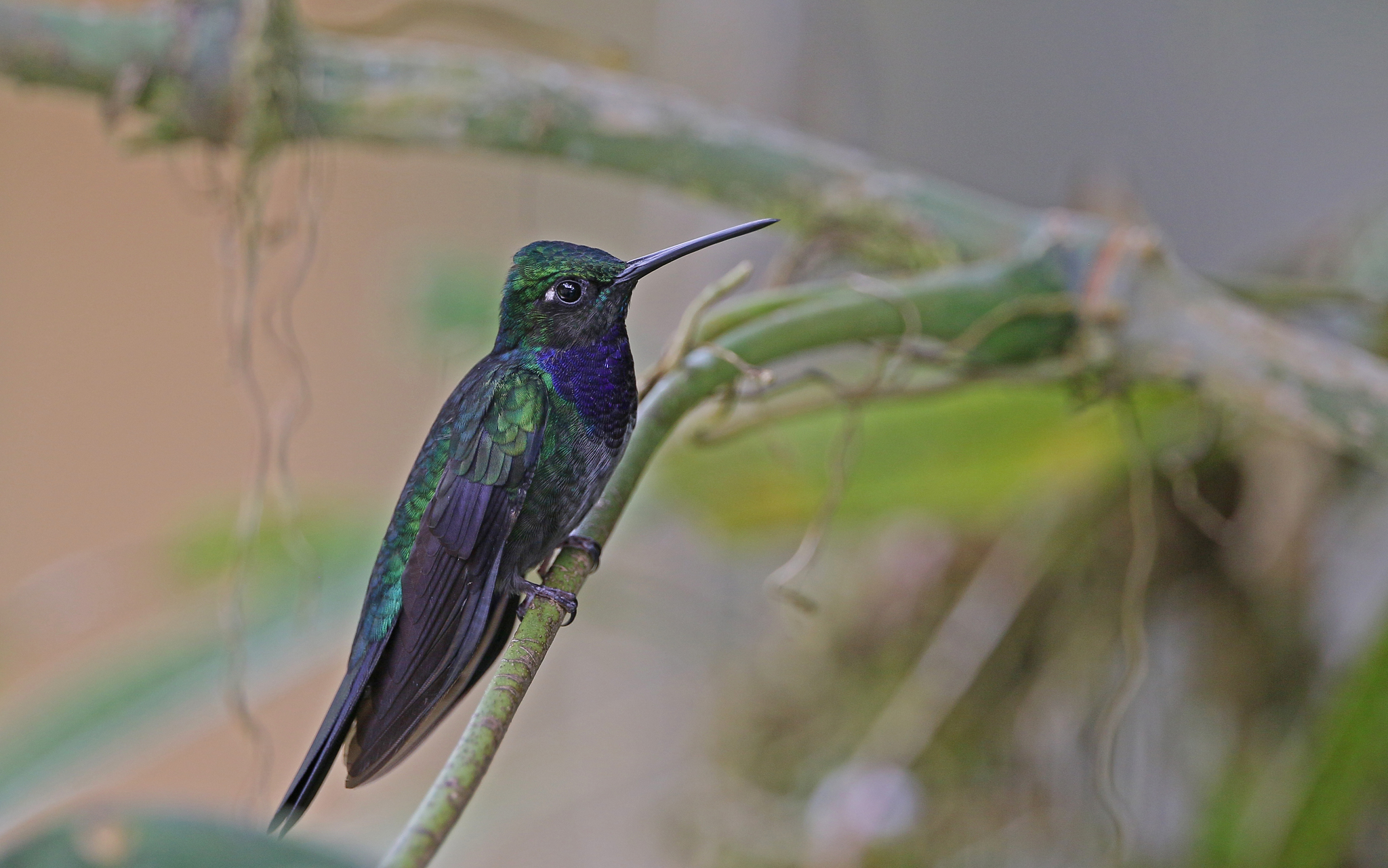
Napodegenflügel

Der Napodegenflügel erreicht eine Körperlänge von 11,5 cm, wobei der relativ lange gerade Schnabel ca. 2,8 cm ausmacht. Der Oberkopf des Männchens glitzert smaragdgrün, der Rest der Oberseite schimmert grün. Hinter den Augen (postokular) haben sie einen kleinen weißen Tupfen. Kehle und Brust glitzern violettblau, der Bauch ist grau mit grünen runden Flecken. Der größte Teil des Schwanzes ist stahlblau, wobei die zentralen Steuerfedern metallgrün sind. Die Oberseite des Weibchens schimmert grün, glitzert aber auffälliger am hinteren Oberkopf. Der postokulare Tupf ist kleiner als beim Männchen. Die Unterseite ist einheitlich grau. Der Schwanz ist ähnlich wie beim Männchen, doch sind die äußeren Federn weiß gesprenkelt.

## Verhalten
Napodegenflügel scheinen ihren Nektar relativ bodennah zu sammeln. Zu den Pflanzen, die sie anfliegen, gehören Helikonien, Bromeliengewächse und andere Pflanzen. Insekten jagen sie im Flug.

## Fortpflanzung
Es ist nicht viel über das Brutverhalten der Napodegenflügel bekannt. In Brutstimmung wurden sie von Oktober bis November beobachtet.

## Verbreitung und Lebensraum

Verbreitungsgebiet des Napodegenflügels

Meist sind Napodegenflügel im Wald entlang von Bächen und Flüssen unterwegs. Manchmal wagen sie sich an den Waldrand, um blühende Sträucher aufzusuchen. Sie bewegen sich eher in den unteren Straten der Bergwälder und subtropischen Zonen der östlichen Andenhänge. Hier sind sie in Höhenlagen zwischen 900 und 1700 Metern zu finden. Kleinere Populationen sind im Westen der Provinz Napo nahe dem Vulkan Sumaco, südlich bis in die Provinz Zamora Chinchipe in der Cordillera del Cóndor bekannt. Schutzgebiete, in denen sie vorkommen, sind der Nationalpark Sumaco Napo Galeras und der Nationalpark Podocarpus. Im Jahr 1986 wurden von Tristan J. Davis erstmals Exemplare im Tal des Río Marañón ca. 375 Kilometer von der ecuadorianischen Grenze entdeckt. Im Jahr 1998 fanden Luis Augusto Mazariegos Hurtado und Paul George William Salaman die Art erstmals im Departamento de Nariño in Kolumbien.

## Etymologie und Forschungsgeschichte
Jules Bourcier beschrieb den Napodegenflügel unter dem Namen Trochilus Villaviscensio. Das Typusexemplar stammte aus der Provinz Napo. Bereits 1827 führte William Swainson die neue Gattung Campylopterus ein, der auch später der Napodegenflügel zugeordnet wurde. Dieses Wort leitet sich vom griechischen καμπύλος kampýlos für „gebogen, gekrümmt“ und -πτερος, πτερόν -pteros, pterón für „-geflügelt, Flügel“ ab. Der Artname villaviscensio ist dem ecuadorianischen Geographen, Botaniker und Forschungsreisenden Manuel Villavicencio Montúfar (1804–1871) gewidmet, der in dieser Zeit Gouverneur der Provinz Napo war.